# Crawley, Northumberland
Crawley var en civil parish 1866–1955 när det uppgick i Hedgeley, i grevskapet Northumberland i England. Civil parish var belägen 5 km från Eglingham och hade 15 invånare år 1951.